# Marija Aragonska, kći Jakova II.
Marija Aragonska (oko 1299. – 1347.) bila je kći kralja Jakova II. Aragonskoga i njegove druge supruge, Blanke te nećakinja napuljskog kralja Roberta.
Članica Barcelonske dinastije, Marija se udala za Petra Kastiljskog, gospodara Camerosa – Petar je bio sin Sanča IV. Kastiljskog. Petar i Marija dobili su kćer Blanku, koja je postala Blanka Kastiljska (1319. – 1375.). Blanka je bila Marijino jedino dijete.
Marija je postala redovnica.